# The Strumbellas
The Strumbellas je kanadská hudební skupina založená v Lindsay v Ontariu v roce 2008. Nejčastějšími žánry skupiny jsou indie rock, alternativní country a gotický folk.

## Historie kapely
Skupina vznikla v roce 2008 v Torontu v Ontariu a její původní sestava se skládala ze skladatele, zpěváka a kytaristy Simona Warda, klávesisty Davida Rittera, kytaristy Jona Hembreyho, houslistky Isabel Ritchie, baskytaristy Darryla Jamese a bubeníka Jeremyho Druryho. Hembrey, James, Drury a Ward jsou původem z Lindsay v Ontariu, zatímco Ritter a Ritchie se připojili poté, co Ward je našel na Craigslistu.
V roce 2009 vyšlo stejnojmenné EP kapely, které sklidilo četné pozitivní recenze a spousta médií uvedlo, že tuto kapelu je třeba sledovat. Jejich video na Southern Souls získalo pozornost mnoha bloggerů a zvedlo o kapele povědomí.
V roce 2010 hrála kapela například v Yonge-Dundas Square, Horseshoe Tavern a později na Peterborough Folk Festival. Své debutové album My Father and the Hunter nahráli v Metalworks Studios v Mississauga a vyšlo v roce 2012. Bylo nominováno na Juno Award 2013 v kategorii Juno Award for Roots & Traditional Album of the Year – Group. Tuto cenu vyhráli až příští rok s albem We Still Move on Dance Floors.
Třetí studiové album kapely s názvem Hope, bylo vydáno 22. dubna 2016. Písnička z tohoto alba, „Spirits“, se koncem května 2016 dostala na první místo žebříčku Billboard Alternative Songs a také jako nejpřehrávanější písnička v Kanadě a řadě evropských zemí. Dne 21. dubna 2016 byla skupina vystoupila v The Late Show se Stephenem Colbertem a na konci epizody zahráli písničku „Spirits“. V říjnu téhož roku vystoupili také na NHL Heritage Classic ve Winnipegu během první přestávky.
V roce 2016 vyrazili na tour po Evropě, Severní Americe a Austrálii a jejich skladba „Spirits“ získala ocenění Juno Award for Single of the Year.
V roce 2019 vydali čtvrté studiové album Rattlesnake.
V březnu roku 2022 kapela na Instagramu oznámila, že Ward přešel do role v zákulisí, aby se mohl soustředit na svou rodinu a psaní písní. Nahradil ho Jimmy Chauveau.
Dne 4. října 2023 vydali po dvou letech nový singl „Hold Me“. Skupina také oznámila nové album Part Time Believer, které vyšlo 9. února 2024. Dne 18. července 2025 kapela vydala singl „Hard Lines“. Na singl navázala písní „Maybe It's Me“.

## Členové

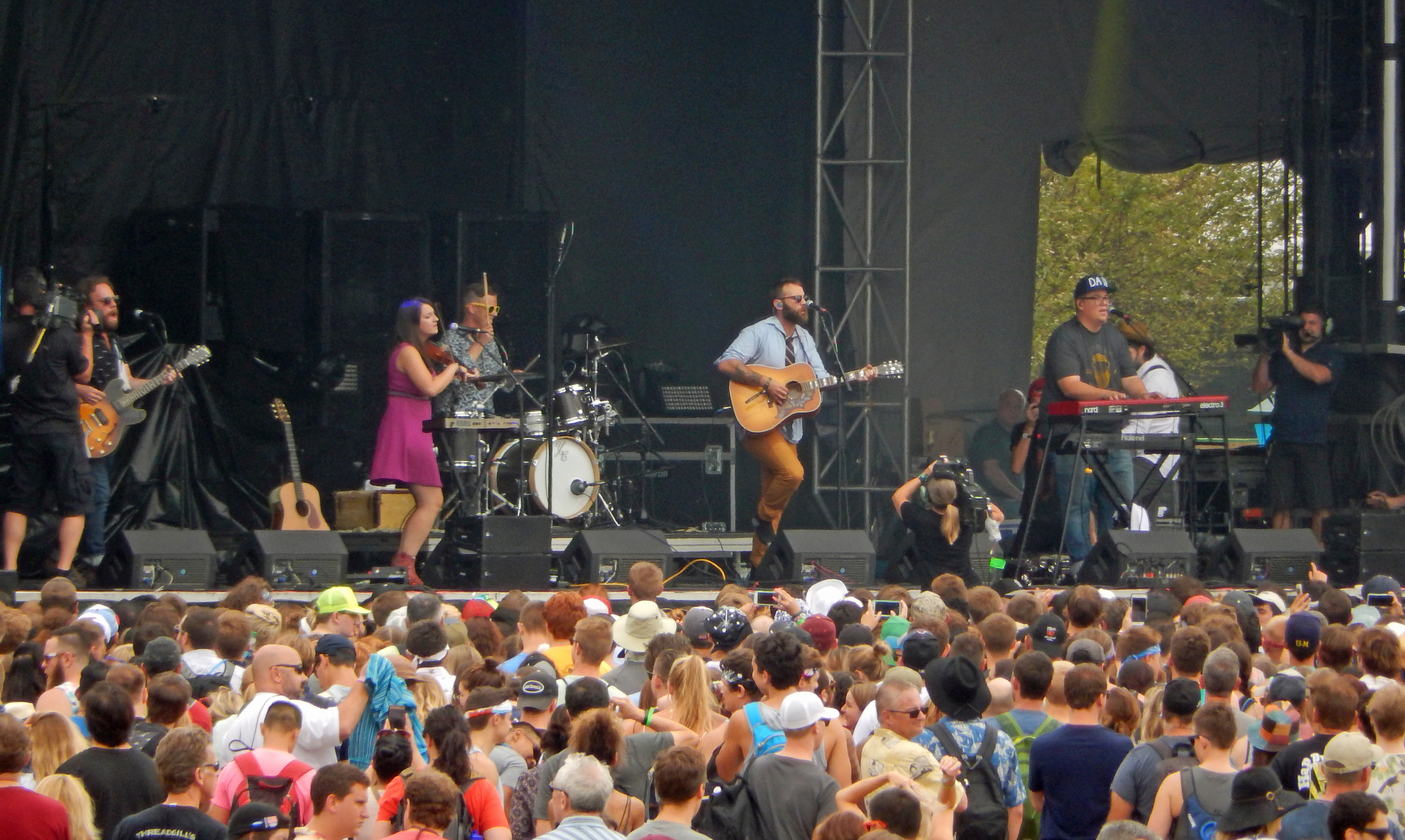
Na koncertě Lollapalooza v roce 2016

#### Současní členové
- David Ritter – klávesy (2008–současnost)
- Darryl James – baskytara (2008–současnost)
- Isabel Ritchie – housle (2008–současnost)
- Jon Hembrey – sólová kytara (2008–současnost)
- Jimmy Chauveau – zpěv, kytara (2022–současnost)

#### Členové při turné
- Miles Gibbons – bicí (2022–současnost)

#### Bývalí členové
- Simon Ward – zpěv, kytara (2008–2022), skladatel (2022–současnost)
- Jeremy Drury – bicí (2008–2022), skladatel (2022–současnost)

## Diskografie

### Studiová alba
- My Father and the Hunter (2012)
- We Still Move on Dance Floors (2013)
- Hope (2016)
- Rattlesnakes (2019)
- Part Time Believer (2024)

### EP
- The Strumbellas (2009)

### Singly
- „Spirits“ (2016)
- „We Dont Know“ (2016)
- „Young & Wild“ (2017)
- „Salvation“ (2018)
- „I Will Wait“ (2019)
- „Greatest Enemy“ (2021)
- „Hold Me“ (2023)
- „Running Out of Time“ (2023)
- „Hard Lines“ (2025)
- „Maybe It's Me“ (2025)

## Nominace a ocenění
| Rok  | Ocenění                           | Kategorie                                      | Dílo/Celek                  | Výsledek   |
| ---- | --------------------------------- | ---------------------------------------------- | --------------------------- | ---------- |
| 2013 | Juno Awards                       | Roots & Traditional Album of the Year: Group   | The Strumbellas             | Nominovaní |
| 2014 | Juno Awards                       | Roots & Traditional Album of the Year: Group   | The Strumbellas             | Vítězství  |
| 2016 | MuchMusic Video Award             | Best Rock/Alternativ video                     | "Spirits"                   | Vítězství  |
| 2017 | iHeartRadio Music Awards          | Best New Artist                                | The Strumbellas             | Nominovaní |
| 2017 | iHeartRadio Music Awards          | Alternative Rock Artist of the Year            | The Strumbellas             | Nominovaní |
| 2017 | iHeartRadio Music Awards          | Best New Rock/Alternative Rock Artist          | The Strumbellas             | Vítězství  |
| 2017 | Juno Awards                       | Group of the Year                              | The Strumbellas             | Nominovaní |
| 2017 | Juno Awards                       | Fan Choice Award                               | The Strumbellas             | Nominovaní |
| 2017 | Juno Awards                       | Single of the Year                             | "Spirits"                   | Vítězství  |
| 2017 | Canadian Radio Music Awards       | Best New Group or Solo Artist: Mainstream AC   | "Spirits"                   | Nominovaní |
| 2017 | Canadian Radio Music Awards       | Best New Group or Solo Artist: CHR             | "Spirits"                   | Nominovaní |
| 2017 | Canadian Radio Music Awards       | Best New Group or Solo Artist: Hot AC          | "Spirits"                   | Nominovaní |
| 2017 | Canadian Radio Music Awards       | Best New Group or Solo Artist: Mainstream Rock | "Spirits"                   | Vítězství  |
| 2017 | Canadian Radio Music Awards       | Best New Group or Solo Artist: Modern Rock     | "Spirits"                   | Vítězství  |
| 2017 | Canadian Radio Music Awards       | Factor Breakthrough Artist                     | "Spirits"                   | Vítězství  |
| 2017 | Canadian Independent Music Awards | Single of the Year                             | "We Don't Know"             | Vítězství  |
| 2017 | Canadian Independent Music Awards | Songwriter of the Year                         | "Spirits" & "We Don't Know" | Vítězství  |